# Simion Darie
Simion Darie (n. 1 februarie 1934) este un fost senator român în legislatura 1992-1996 ales în județul Bacău pe listele partidului FDSN. În legislatura 1996-2000, Simion Damian a fost ales ca deputat pe listele PDSR și a fost membru în grupurile parlamentare de prietenie cu Republica Finlanda și Republica Belarus. În legislatura 1992-1996, Simion Darie a inițiat o singură moțiune. Înainte de 1989, Simion Darie a fost profesor de Limba și Literatura Română și director de școală generală iar imediat după 1989 a fost inspector școlar.